# Axel Johansson (fotbollsspelare)
Axel Martin "Satte" Johansson, född 2 oktober 1907 i Ålems församling, död 7 januari 1964 i Landskrona, var en svensk fotbollsspelare.
Johansson representerade på klubbnivå Landskrona Bois. Han spelade år 1930 en A-landskamp för Sverige (inga mål), och två B-landskamper åren 1930–1931.